# Johan Richthoff
Johan Cornelius Richthoff (ur. 30 kwietnia 1898 w Limhamn, zm. 1 października 1983 tamże) – szwedzki zapaśnik. Dwukrotny złoty medalista olimpijski.
Walczył w stylu wolnym w najwyższej wadze. W 1924 w Paryżu zajął piąte miejsce. Cztery lata później już zwyciężył. Drugi złoty krążek wywalczył w 1932 w Los Angeles. Wielokrotnie był mistrzem Szwecji i Europy. W 1930 został uhonorowany nagrodą Svenska Dagbladets guldmedalj.

## Starty olimpijskie
- Paryż 1924 – udział
- Amsterdam 1928 – złoty medal (styl wolny powyżej 87 kg)
- Los Angeles 1932 – złoty medal (styl wolny powyżej 87 kg)